# Cinnamomum sleumeri
Cinnamomum sleumeri är en lagerväxtart som beskrevs av André Joseph Guillaume Henri Kostermans. Cinnamomum sleumeri ingår i släktet Cinnamomum och familjen lagerväxter. Inga underarter finns listade i Catalogue of Life.